# L'Arbre des voyelles
L'Arbre des voyelles est une œuvre de l'artiste italien Giuseppe Penone, sculpteur, située à Paris, en France. Il a été réalisé avec la collaboration de Pascal Cribier, paysagiste. Installée en décembre 1999 dans le jardin des Tuileries, il semble, à première vue, s'agir d'un arbre déraciné, mais il s'agit en réalité d'un moulage en bronze.

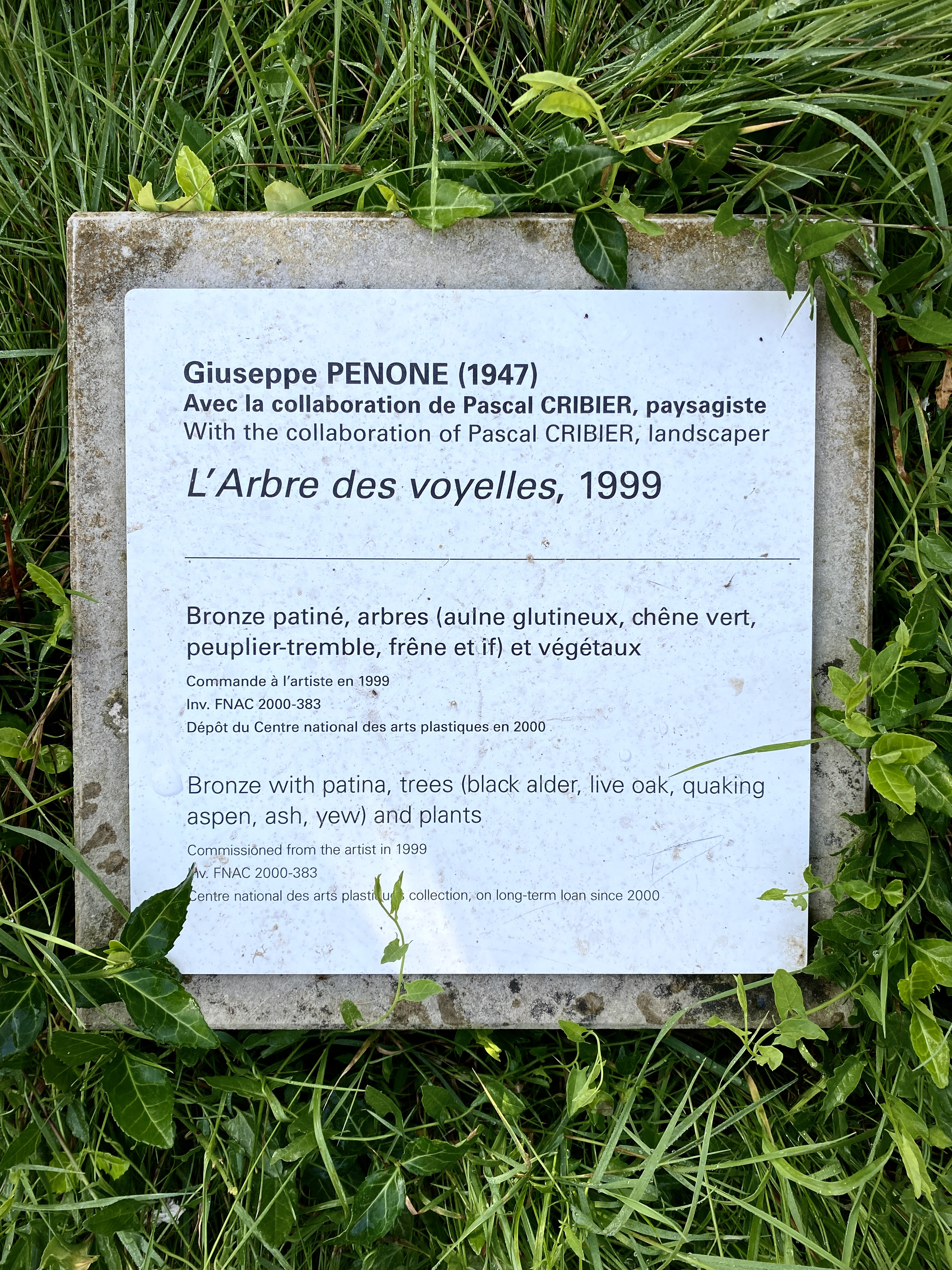

## Localisation
L'œuvre est installée dans un parterre du jardin des Tuileries,.

## Description
Un grand arbre d'une vingtaine de mètres, déraciné, un chêne dépourvu de ses petites branches, a été moulé et l'artiste en a tiré un bronze qui est là, couché dans l'herbe. Les racines très écourtées laissent entrevoir, pour un œil attentif, dans leur entremêlement, des lettres tordues et parfois la tête en bas : les voyelles « I », « E », « O », « U » et « A ». Cet ordre choisi par l'artiste lui évoquait le nom de Jéhovah. Là où les branches touchent le sol, des arbres sont nés mais d'essence différente du chêne. Les arbres que l'on peut voir aujourd'hui sont le peuplier argenté, l'if, le frêne et l'aulne.
Or les noms celtiques de certains de ces végétaux correspondent, par la lettre initiale dans l'Alphabet des arbres Beth-Luis-Nion à ces voyelles, « I », « E », « O », « U », « A », que l'on distingue dans les racines de bronze. Les Voyelles de Rimbaud : « A noir, E blanc, I rouge, U vert, O bleu… », mais dans un ordre différent, donc sans relation directe avec le poème.

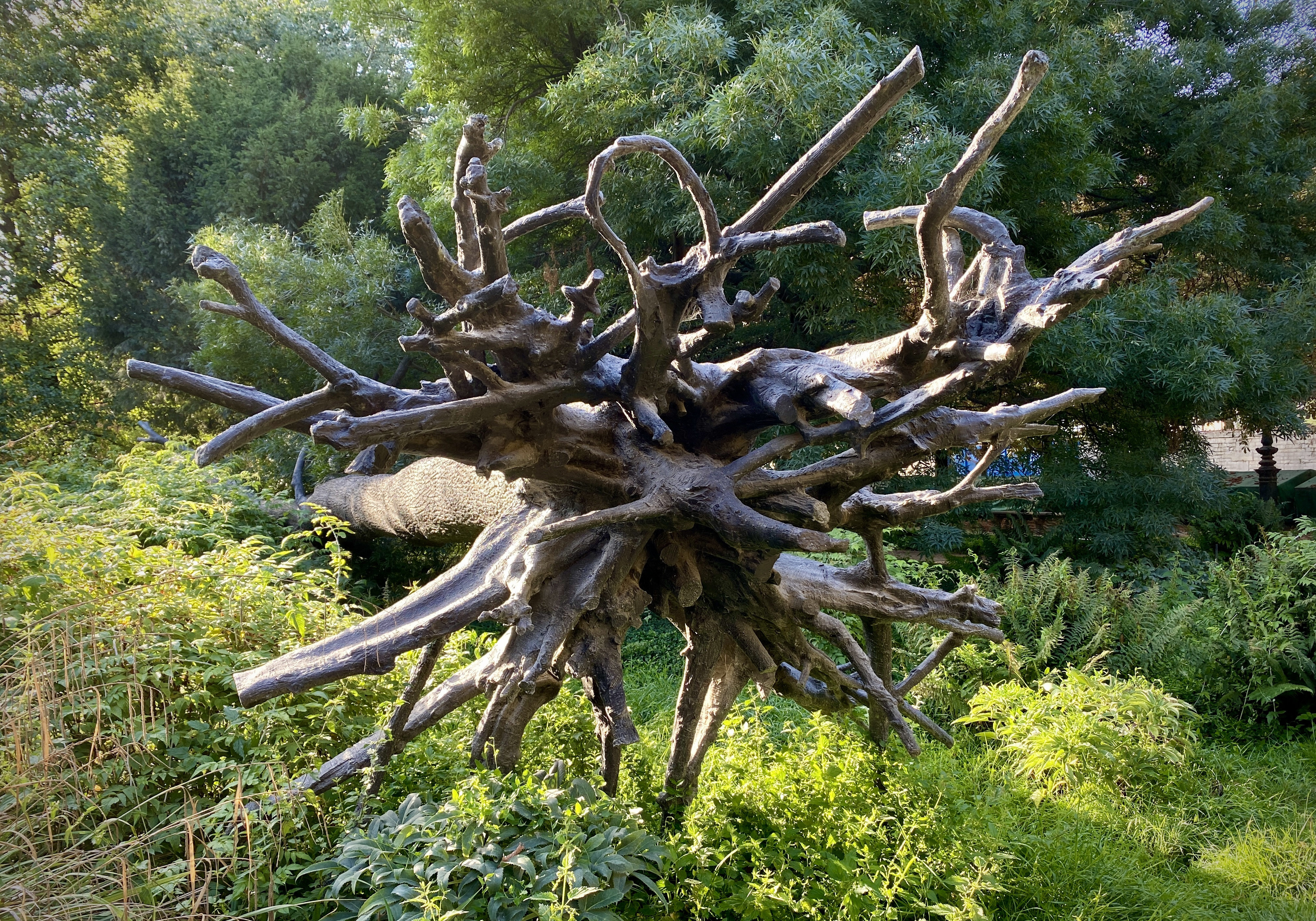

L'Alphabet des arbres a ainsi donné à Penone une suggestion de végétaux qu'il a pensé, dans ses premiers croquis, entre les branches au sol : A : Abies alba ; O : Sarothamnus scoparius ; U : Erica arborea ; E : Populus tremula ; I : Taxus baccata . A : l'épicéa ; O : le genêt ou l’ajonc ; U : la bruyère ; E : le peuplier argenté ; I : l’if. Toujours selon l'Alphabet des arbres, les voyelles correspondent aux dates-clés de l'année, qui nous donnent l'ordre des lettres conformément au déroulement du temps. A : solstice d’hiver ; O : équinoxe du printemps ; U : solstice d’été ; E : équinoxe d’automne et I : le 23 décembre date de la nativité de Jésus-Christ, qui marque l'année origine du calendrier grégorien, lequel fait aujourd'hui référence dans la majeure partie du monde.

## Commande
L'œuvre est commandée à Penone par le ministère de la Culture en 1999 et installée en décembre 1999.